# HMS Southampton (1936)
HMS Southampton (Его величества корабль «Саутгемптон») — британский лёгкий крейсер первой серии крейсеров типа Таун. Заказан 1 июня 1934 года вместе с однотипным Newcastle на верфи John Brown & Company, Клайдбанке. Крейсер был пятым кораблём в Британском флоте, который стал носить это имя. Первым был корабль 4-го ранга, построенный в 1693 году. Строительство началось 21 ноября 1934 года. Саутгемптон был спущен на воду 10 марта 1936 года. 6 марта 1937 года строительство было завершено и корабль ввели в строй 2-й крейсерской эскадры Home Fleet’а.
Девиз корабля звучал: «Pro justitia pro rege» — «За справедливость и короля!»

## Вторая мировая война
С началом войны, 3 сентября 1939 года, крейсер вместе с систершипом Glasgow был выведен из состава 2-й крейсерской эскадры и передан силам Хамбера, для перехвата вражеских судов в Северном море. Уже 4 сентября он вышел в море, а 5 сентября совместно с эсминцами Jervis и Jersey, первыми перехватили немецкий пароход Johannes Molkenbuhr (5294 брт) в точке 61°40′ с. ш. 03°51′ в. д.. После высадки экипажа парохода на Jervis, Jersey затопил вражеское судно.
22 сентября вместе с крейсерами 2-й эскадры планировал выйти в Скаггерак, но операцию отменили во время выдвижения.
25 сентября совместно с крейсерами Sheffield, Glasgow и Aurora и 6-й флотилией эсминцев прикрывали переход повреждённой подводной лодки Spearfish от Horns Reef до Розайта. Эту операцию прикрывали также самолёты RAF, тем не менее, 26 сентября крейсер впервые оказался под воздушной атакой.
8 октября совместно с линейными крейсерами Hood и Repulse, крейсерами Aurora, Glasgow и Sheffield, а также эсминцами, крейсер выходил в Северное море на поиски немецких линкора Gneisenau и крейсера Koln.
16 октября в районе устья Форт повреждён вражеской авиацией. 500 килограммовая бомба сброшенная Ju-88 из I./KG30 с высоты в 150 метров попал в угол обоймы зенитной установки Пом-Пом и рикошетом прошла через 3 палубы, взорвавшись в воде. Бомба причинила лишь мелкие повреждения корпуса и временно вывела из строя некоторые электрические системы, устранение которых заняло 3 дня. Тем не менее корабль смог продолжить патрулирование юго-восточнее Норвегии.
10 ноября в составе ударного соединения из крейсеров Belfast, Glasgow и Aurora снова вышел на патрулирование в Северное море.
21 ноября снова вышел из Розайта вместе с крейсером Belfast, но корабли были вынуждены вернуться, после того, как последний получил тяжёлые повреждения после подрыва на мине.
23 ноября вышел из Розайта вместе с крейсерами Edinburgh и Aurora, эсминцами Afridi, Gurkha, Bedouin, Kingston и Isis на линию между Оркнейскими и Шетландскими островами. Крейсера должны были перекрыть возможный путь немецким линкорам Scharnhorst и Gneisenau после того, как они потопили британский вспомогательный крейсер Rawalpindi. Слабость отряда была вызвана тем, что британское Адмиралтейство считало, что ведёт охоту на карманный линкор Deutschland. Операция закончилась безрезультатно.
24 декабря крейсер встал на ремонт на верфи Тайна, который продолжался до 23 января. В ходе ремонта на крейсер установили радар воздушного обнаружения Type 279.
В феврале — марте 1940 года, крейсер совместно с кораблями 10-й крейсерской эскадры выполнял патрульные плавания в Северном море и у Северо-Западных подходов.

## Норвежская операция
7 апреля отплыл, прикрывая конвой ON25, в Норвегию вместе с крейсером Manchester и эсминцами Eclipse, Grenade, Janus и Javelin, отделился от конвоя и встретился со вспомогательным минзагом Teviot Bank, в сопровождении эсминцев Ilex, Inglefield, Isis и Imogen, которые совершали переход для постановки минного заграждения у Bud, но позже операция (Operation R4) была отменена и корабли 9 апреля присоединились к Home Fleet’у. В тот же день крейсер вместе с систершипами Manchester, Glasgow и Sheffield и 7 эсминцами был выделен в отряд для атаки судов в Бергене, однако операция была отменена Адмиралтейством во время перехода, а на обратном пути корабли подверглись воздушным атакам, в ходе которых Саутгемптон получил незначительные повреждения осколками — на короткое время был выведен из строя директор управления огнём главного калибра. После этого корабли вернулись на заправку в Скапа-Флоу.
12 апреля принял на борт половину батальона шотландских гвардейцев, а также генерала Mackesy — командующего операцией в Норвегии, и вышел в 13:00 из Скапа-Флоу. Пунктом назначения первоначально был Vestfjord. Крейсер сопровождали эсминцы Electra и Escapade. На переходе у Нарвика крейсер был атакован немецкой подводной лодкой U-38, но торпеды не взорвались из-за дефекта. По прибытии в 06:00 14 апреля в Ваагс-фьорд, в Харстад, было принято решение высадить войска в Sjovegan, в 35 милях северо-восточнее Нарвика. 15 апреля вместе с силами, собранными у Нарвика, выполнял поддержку сил на берегу, а также прикрытие судов от воздушных атак. 19 апреля вернулся в Скапа-Флоу.
29 апреля выделен для эвакуации десантных сил из Andalsnes и Молде. 30 апреля прикрывал эвакуацию из Andalsnes, выполняемую эсминцами Somali, Mashona, Sikh, Walker и Westcott. 1 мая выполнял зенитное прикрытие эвакуации, сопровождая эсминцы Sikh и Wanderer, которые забирали 300 человек из Alfarnes в 6 милях севернее Andalsnes’а. 2 мая крейсер вернулся в Скапа-Флоу.
В течение 25—26 мая крейсер, действуя у Харстада, получил осколочные повреждения от целого ряда разрывов 50- и 100-килограммовых бомб, взорвавшихся у борта. Командир корабля был ранен, а сам крейсер нуждался в 10-дневном ремонте. 27 мая крейсер выполнял огневую поддержку польских войск на полуострове Arkanes, являющейся частью операции по захвату Нарвика. 28 мая крейсер подвергался воздушным атакам, в ходе очередной 29 мая снова легко повреждён, повреждения устранены командой.
С 7 июня флагман командующего эвакуацией из Нарвика, адмирала Корка. Принял на борт генерала Окинлека и французского генерала Bathouart и вступил в охранение войскового конвоя (2-я группа) из эсминцев Havelock, Fame, Firedrake, Beagle и Delight. 10 июня отделился от конвоя и вернулся в Скапа-Флоу вместе с крейсером Coventry.
6 июля с крейсером Coventry эскортировал повреждённую подводную лодку Shark. Во время перехода корабли подверглись воздушным атакам.
16 июля вышел с крейсерами Glasgow, Shropshire и Suffolk в Северное море, по донесениям о немецких кораблях. После столкновения в тумане крейсера Glasgow с эсминцем Imogen корабли вернулись в Скапа-Флоу.
31 июля вместе с крейсерами Birmingham и Manchester переведён в устье Темзы для патрулей против ожидавшегося немецкого вторжения, оставаясь на этой службе весь август и сентябрь. Только 16 октября крейсер вернулся в Скапа-Флоу. К этому моменту он был определён для проведения операции по доставке подкреплений на Мальту (Operation Collar).

## На Средиземном море
15 ноября вместе с крейсером Manchester вышли из Скапа-Флоу, сопровождая пароход New Zealand Star. В море они встретились с судами Franconia, Clan Forbes и Clan Fraser. Конвой также сопровождали эсминцы Jaguar и Kelvin. Manchester и Franconia вскоре отделились и самостоятельно пошли в Гибралтар. 21 ноября конвой встретил крейсер Sheffield и также сопровождал его к до входа в Средиземное море.
Пройдя Гибралтарский пролив, корабли начали операцию Collar. Два грузовых судна Clan Forbes и Clan Fraser следовали на Мальту и одно New Zealand Star в бухту Суда, одновременно перебрасывались подкрепления для Средиземноморского флота. Суда сопровождали эсминцы: Duncan, Hotspur, Velox, Vidette, Wrestler и корветы: Gloxinia, Hyacinth, Peony, Salvia. Из эсминцев только Velox и Wrestler прикрывали суда в Сицилийских проливах. Конвой прошёл через Гибралтарский пролив 25 ноября. Одновременно, Саутгемптон и Manchester образовав Соединение «F» грузили на борт войска для Мальты, которые были доставлены в Гибралтар транспортом Franconia.
В качестве прикрытия конвой сопровождало Соединение «H» в составе линейного крейсера Renown, авианосца Ark Royal, крейсеров Despatch и Sheffield и 8 эсминцев: Encounter, Faulknor, Firedrake, Forester, Fury, Jaguar, Kelvin, Wishart. Соединение D из состава Средиземноморского флота: линкор Ramillies, крейсера: Berwick, Coventry и Newcastle (последний с Мальты) под прикрытием эсминцев Defender, Diamond, Gallant, Greyhound и Hereward, также составили дополнительный эскорт в районе Сицилийских проливов. Соединение C в составе авианосца Eagle, линкоров Malaya и Barham осуществляло дальнее прикрытие.
Курс конвоя был проложен как можно ближе к берегу Алжира, считавшегося нейтральным, как можно дальше от Сицилийских авиабаз. Вмешательство Итальянского Флота вызывало изменения в планах операции, и в конечном счёте утром 27 ноября произошло сражение, известное как Бой у мыса Спартивенто. Конвой с небольшим охранением продолжал движение, пока обе эскадры, объединившись, преследовали итальянский Флот, который скрылся пользуясь преимуществом в скорости. 28 ноября крейсер успешно высадил войска, находящиеся на борту на Мальте и присоединился к составу эскорта конвоя пустых судов с Мальты ME-4. Вместе с этим конвоем часть пути прошёл и New Zealand Star. 30 ноября Саутгемптон прибыл в Александрию и вошёл в состав 7-й эскадры крейсеров.

## Действия в Индийском океане
2 декабря крейсер вышел из Александрии и направил в Дурбан. Он был выбран в качестве защитника судоходства в Индийском океане. 3 декабря он уже вышел в Красное море, но на переходе был отвлечён поддержкой военных операций в итальянском Сомали. 10 декабря он обстреливал итальянские суда, находящиеся в Кисмайо. После этого продолжил путь в Дурбан.
16 декабря в Дурбане присоединился к крейсерам Devonshire и Shropshire в качестве эскорта войскового конвоя WS4B, следующего в Суэц.
18 декабря от конвоя отделился Devonshire, а 26 декабря и Shropshire. Эти крейсера были заменены крейсером Carlisle и эсминцами Kandahar и Kimberley, которые присоединились к конвою в Красном море. 28 декабря и Саутгемптон был отозван и направился в Суэц. Он должен был вернуться на Средиземное море и заменить в составе Средиземноморского флота однотипный крейсер Glasgow, повреждённый в начале месяца итальянскими торпедоносцами.

## Возвращение на Средиземное море
5 января 1941 года крейсер, совместно с крейсером Gloucester и эсминцами Ilex и Janus в составе Соединения B вышли из Александрии в бухту Суда. Крейсер участвовал в широкомасштабной операции MC.4 по доставке подкреплений и грузов на Мальту. На следующий день, 6 января, крейсера Соединения B посадили на борт армейские части и персонал RAF и направились на Мальту, попутно эскортируя конвой в Пирей. 7 января они оставили конвой и направились на остров, где и высадили благополучно войска 8 января.
9 января корабли,  в районе Сицилийских проливов встретили Соединение D из крейсера Bonaventure и эсминцев Jaguar, Hasty, Hereward, Hero, которые сопровождали другой Мальтийский конвой из Гибралтара (Операция Excess), а также составляли подкрепление для Средиземноморского флота.
Ранним утром 10 января состоялся бой крейсера Bonaventure и эсминца Jaguar с двумя итальянскими миноносцами: Circe и Vega, в ходе которого Vega был повреждён артиллерийским огнём крейсера Bonaventure и позже был потоплен торпедой эсминца Hereward.
Сразу после этого эсминец Gallant подорвался на мине, потеряв нос и понеся серьёзные потери в экипаже. Его взял на буксир эсминец Mohawk и повёл на Мальту. Оба эсминца входили в состав сил Средиземноморского флота, выполняющего действия по дальнему прикрытия конвоя во время его перехода по восточному Средиземноморью. Оба эсминца стали прикрывать крейсер Bonaventure и эсминец Griffin. Во время дальнейшего перехода эти корабли подверглись воздушной атаке.

## Гибель
11 января «Саутгемптон» вместе с крейсером Gloucester и эсминцем Diamond отделились от состава сил прикрытия конвоя, чтобы усилить эскорт Gallant’а. После успешного сопровождения повреждённого эсминца на остров, этим трём кораблям  было приказано войти в состав сил прикрывающих исходящий с Мальты конвой ME 6.
В 15:22 когда эти корабли находились в точке 34°56′ с. ш. 18°19′ в. д., что примерно в 220 милях к востоку от побережья Сицилии, они подверглись нападению 12 Ju.87, из состава II./StG2, ведомых командиром группы майором Вернером Эннекерусом. В ходе атаки пикировщики добились прямого попадания 500-кг бомбы в Gloucester, которая пройдя через 5 палуб вышла через днище не разорвавшись.
Шесть самолётов атаковали «Саутгемптон», добившись в него двух попаданий 500-кг бомб. Первая взорвалась в кают-компании, вторая в офицерской столовой. «Саутгемптон» получил тяжёлые повреждения, на нём бушевали пожары, которые сразу же вышли из под контроля. Эсминец Diamond оказывал помощь, но было принять решение затопить крейсер и в районе 19:00 экипаж покинул его, перейдя на Gloucester и Diamond. Чуть позже он был торпедирован с крейсера Orion, который был послан для усиления ПВО повреждённых судов. Крейсер потерял 52 погибшими, из которых 27 были офицерами и 87 раненными. Крейсер затонул в 20:00 в приблизительной точке 34°54′ с. ш. 18°24′ в. д..